# Eva Kailī
Eva Kailī (in greco Εύα Καϊλή?; Salonicco, 26 ottobre 1978) è una politica greca, che apparteneva al Movimento Socialista Panellenico (PASOK).
Prima di intraprendere la carriera politica è stata conduttrice di telegiornali. Successivamente, dal 2007 al 2012, è stata deputata al Parlamento ellenico.
Dal luglio 2014 al luglio 2024 è stata membro del Parlamento europeo, mentre dal 18 gennaio al 13 dicembre 2022 ne ha ricoperto anche la carica di vicepresidente.

## Biografia
Suo padre, Alexandros Kailīs, è un ingegnere meccanico ed elettronico. Nato a Istanbul, è direttore generale presso il governo regionale della Macedonia Centrale. Sua madre, Maria Ignatiadou, greca dell'Asia Minore, è cresciuta a Imathia.
La Kailī ha studiato architettura e ingegneria civile al Politecnico dell'Università Aristotele di Salonicco e ha poi conseguito, presso l'Università del Pireo, un master of arts in studi internazionali ed europei. Ha seguito un corso di economia ad Harvard e ha studiato alla Scuola greca di giornalismo.

### Giornalismo
Prima di intraprendere la carriera politica, la Kailī ha lavorato come giornalista ed è stata un volto noto dell'emittente Mega Channel dal 2004 al 2007. È stata consulente per la strategia di comunicazione e per gli affari pubblici ed esteri di società farmaceutiche greche e di uno dei più grandi gruppi di mass-media (2012-2014).

### Vita privata
La Kaili e il compagno Francesco Giorgi - un assistente parlamentare ed istruttore di vela italiano poi arrestato il 9 dicembre 2022, anche lui nell'ambito dell'inchiesta Qatargate - hanno avuto una bambina nel 2021.

## Carriera politica
Nel 1992, la Kailī è entrata a far parte dell'articolazione giovanile del PASOK. Nel 2001 è stata presidente dell'Associazione degli studenti della scuola di architettura e nel 2002 era già il membro più giovane ad essere eletto nel consiglio comunale di Salonicco.

### Membro del Parlamento ellenico
Nelle elezioni nazionali del 2007 è stata eletta membro del Parlamento ellenico per il primo distretto di Salonicco. All'epoca, era la più giovane deputata del partito PASOK. Ha mantenuto il suo seggio alle elezioni nazionali del 2009, fino al 2012.
Durante il mandato in Parlamento, la Kailī ha fatto parte di varie commissioni parlamentari: Commissione permanente per gli affari culturali ed educativi, Commissione permanente per la difesa nazionale e gli affari esteri e Commissione permanente speciale dei greci all'estero. È stata anche membro della delegazione greca all'Assemblea parlamentare dell'Organizzazione per la cooperazione economica del Mar Nero (BSEC), all'Assemblea parlamentare della NATO e all'Assemblea parlamentare dell'Unione per il Mediterraneo. Ha rappresentato la Grecia in conferenze e missioni speciali all'estero.
Nel novembre 2011, in vista di un cruciale voto di fiducia per il primo ministro, George Papandreou, Eva Kailī ha fatto notizia quando ha annunciato che si sarebbe rifiutata di sostenere il governo nel voto; questo avrebbe lasciato Papandreou con il sostegno di appena 151 deputati del PASOK su un totale di 300 parlamentari. In seguito ha però fatto marcia indietro e Papandreou ha ottenuto il voto di fiducia con tutti i 155 parlamentari del PASOK che hanno espresso il loro sostegno al governo.

### Membro del Parlamento europeo

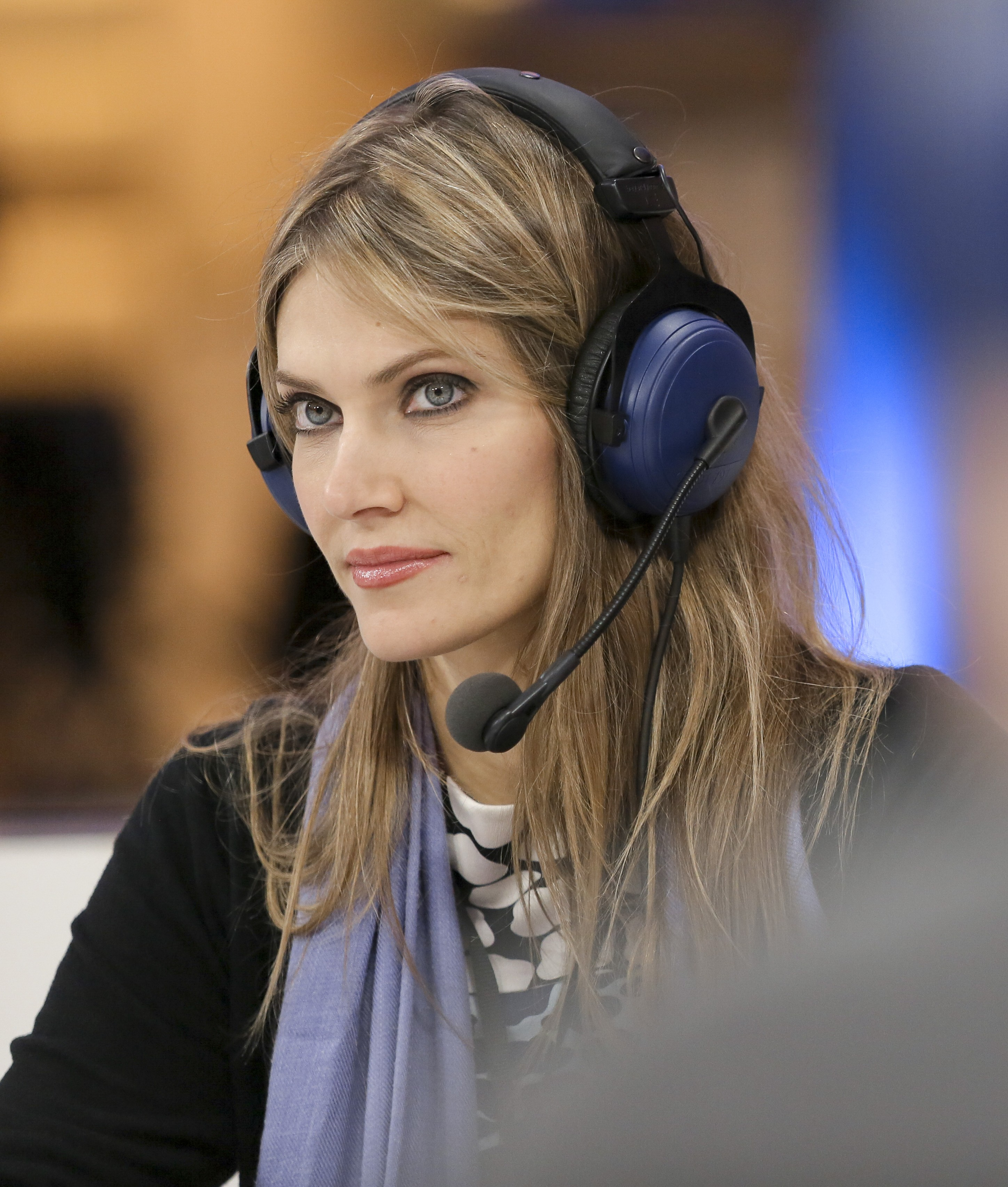
Eva Kailī in un dibattito sulla lotta alla corruzione nell'UE nel 2016

Eva Kailī è stata membro del Parlamento europeo dal 2014 e membro dell'Alleanza progressista dei socialisti e dei democratici in Europa. È stata vicepresidente per Strategia dell'innovazione, ICT, Tecnologia, Foresight, Imprese, ESG e CSR, ONU, WTO, OCSE e Medio Oriente. È stata la prima donna presidente dell'organismo di valutazione delle opzioni scientifiche e tecnologiche (STOA) del Parlamento europeo 2017-2022, presidente del Centro per l'intelligenza artificiale (C4AI) e presidente della delegazione per le relazioni con l'Assemblea parlamentare della NATO (DNAT) 2014-2019. Ha fatto parte della commissione per l'industria, la ricerca e l'energia (ITRE), della commissione per i problemi economici e monetari (ECON) e della commissione per l'occupazione e gli affari sociali (EMPL). È stata membro supplente della commissione per i bilanci (BUDG) e della delegazione per le relazioni con la penisola arabica (DARP).
Oltre ai suoi incarichi di commissione, la Kailī è stata membro dell'intergruppo del Parlamento europeo sul cancro, dell'intergruppo del Parlamento europeo sulla disabilità, della delegazione alla commissione parlamentare di cooperazione UE-Russia e della delegazione per le relazioni con gli Stati Uniti d'America.

### Posizioni politiche
Éva Kaïlí è stata una figura controversa all'interno del suo partito, assumendo regolarmente posizioni vicine alla destra. Il presidente del PASOK, Níkos Androulákis, ha affermato nel dicembre 2022 che Éva Kaïlí stava "agendo come un cavallo di Troia di Nuova Democrazia", il partito conservatore greco, e che le aveva comunicato che non sarebbe più stata candidata dal PASOK alle elezioni.
Nel 2018, Éva Kaïlí si è opposta all'accordo di Prespa tra la Grecia e lo Stato di Macedonia, ponendo fine alla disputa sul nome del Paese, ora chiamato Macedonia del Nord. Ha espresso la sua "vergogna" e ha denunciato un "danno irreparabile alla storia, alla Macedonia e ai greci".
Nel 2019, contraria a un progetto di assistenza sociale per le famiglie povere del governo di Alexis Tsipras, sostiene che "gli assegni sono per i pigri".

### Espulsione dal partito e dal gruppo parlamentare europeo
Nel dicembre del 2022, coinvolta nello scandalo della corruzione del Qatar al Parlamento europeo, è stata espulsa sia dal suo partito sia dal gruppo parlamentare europeo di cui era parte (vedi oltre la sezione  Vicende giudiziarie). Successivamente, il presidente del PASOK l'ha accusata di aver cercato di minimizzare la vicenda delle intercettazioni, che ha indebolito il governo conservatore.

## Vicende giudiziarie
Il 9 dicembre 2022 Eva Kailī è stata arrestata a Bruxelles dalla polizia belga in relazione all'inchiesta di presunta corruzione con cui, secondo la procura della capitale belga, un Paese del Golfo - il Qatar, ipotizza la stampa - avrebbe tentato di influenzare le decisioni economiche e politiche del Parlamento europeo che lo riguardavano "versando ingenti somme di denaro e offrendo regali importanti a terzi con una posizione politica o strategica importante all'interno del Parlamento europeo. In particolare, la stampa ha riportato che presso il domicilio della Kailī la polizia ha rinvenuto "sacchi di banconote", per un totale di 600000 euro in contanti. Per le stesse vicende sono stati arrestati pure il suo compagno Francesco Giorgi, l'ex europarlamentare Antonio Panzeri e l'europarlamentare Andrea Cozzolino; di questi ultimi lo stesso Giorgi era stato assistente.
In seguito all'arresto, la Kaili è stata espulsa prima dal suo partito PASOK e poi dal suo gruppo europarlamentare S&D.